# Mammillaria pectinifera
Mammillaria pectinifera (укр. Мамілярія пектініфера) — сукулентна рослина з роду мамілярія (Mammillaria) родини кактусових (Cactaceae).

## Історія

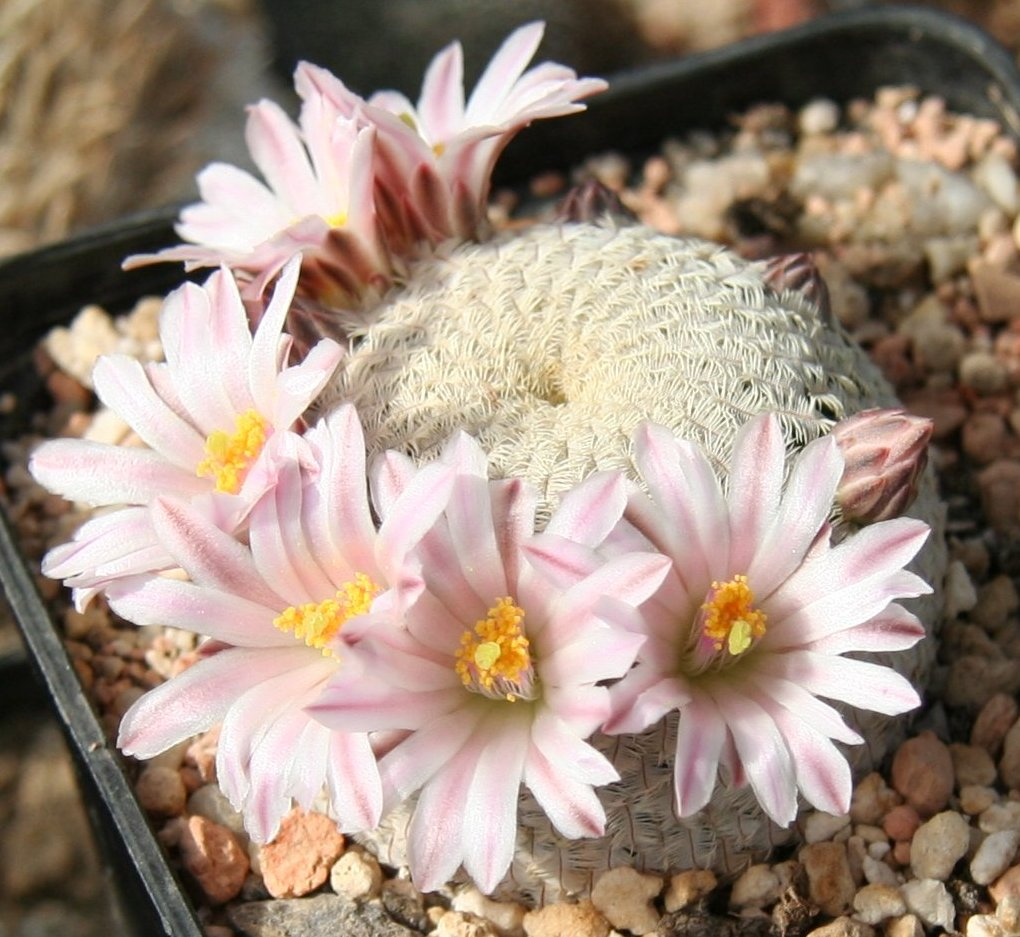
Квіти Mammillaria pectinifera

Вид вперше описаний німецьким ботаніком Фредериком Альбертом Константин Вебером (нім. Frédéric Albert Constantin Weber, 1830—1903) у 1898 році у виданні нім. «Dictionnaire d'Horticulture».

## Етимологія
Видова назва (укр. мамілярія гребінчаста) походить від «pectinifera» — гребінка і вказує на вигляд колючок.
У місцевого населення носить назву «conchilinque» — щось на зразок молюскоподібний.

## Ареал і екологія
Mammillaria pectinifera є ендемічною рослиною Мексики. Ареал розташований у штаті Пуебла лише в долині Теуакан-Куйкатлан. Рослини зростають на висоті від 1700 до 2300 метрів над рівнем моря в ксерофільних скребах і луках, на вапняних ґрунтах.

## Морфологічний опис
| Орган              | Опис |
| Рослини            | одиночні.                                                                                                |
| Коріння            | |
| Стебло             | кулясте до коротко-циліндричного, в діаметрі 1-3 см.                                                     |
| Епідерміс          | |
| Маміли             | циліндричні, з молочним соком.                                                                           |
| Ареоли             | довгі, вузькі.                                                                                           |
| Аксили             | голі. |
| Центральні колючки | немає.                                                                                                   |
| Радіальні колючки  | 20-40, гребінчасті, притиснуті до стебла, білі, завдовжки 1,5-2 мм.                                      |
| Квіти              | білі до блідо-рожевих з темнішими центральними прожилками на пелюстках, 20-30 мм завдовжки і в діаметрі. |
| Бутони             | |
| Зовнішні пелюстки  | |
| Внутрішні пелюстки | |
| Тичинки            | |
| Маточка            | |
| Плоди              | червоні, маленькі, трохи виступають вище колючок.                                                        |
| Насіння            | чорне.                                                                                                   |

## Чисельність, охоронний статус та заходи по збереженню
Mammillaria pectinifera входить до Червоного списку Міжнародного союзу охорони природи видів під загрозою зникнення (EN).
Вид має площу розміщення близько 4000 км². Ареал дуже фрагментований (про це свідчить генетична диференціація). Субпопуляції Mammillaria pectinifera малі і утворюють ізольовані групи. Є докази зниження чисельності рослин у деяких субпопуляціях. У багатьох випадках це пов'язано з покодженням комахами і нелегальним збиранням. Було відмічено, що на кактуси нападують личинки жука, які з'їдають тканини всередині пари, що вбиває рослини. Серйозними загрозами є також видобуток гірської породи для будівництва, скидання сміття, збирання рослин, садівництво та випас худоби та кіз.
Передбачається, що діапазон цього виду зменшиться до 90 % за умов зміни клімату за сценаріями, в яких температура підвищувалася на 2 °С, а опадів — на 15 % відносно до сучасних кліматичних умов (приблизно в період між 2060 і 2100 роками).
Mammillaria pectinifera присутня в біосферному заповіднику Теуакан-Куйкатлан.
У Мексиці ця рослина занесена до Національного переліку видів, що перебувають під загрозою зникнення, де вона включена до категорії «підлягає особливій охороні».
Охороняється Конвенцією про міжнародну торгівлю видами дикої фауни і флори, що перебувають під загрозою зникнення (CITES).

## Систематика
Вид спочатку був віднечений до роду пелецифора (Pelecyphora pectinata) через зовнішню схожість з цим родом. Потім був багато років був відомий як педставник монотипного роду Solisia (Solisia pectinata) через унікальний зовнішній вигляд, з подовженими ареолами і гребеневидними колючками. Але розташування квіток явно як у роду мамілярія, тому саме так рослина розглядається останнім часом.
Близьким видом до Mammillaria pectinifera є Mammillaria solisioides і у 1980 році мексиканський ботанік Ернандо Санчес-Межорада (ісп. Sánchez-Mejorada, 1926—1988) відніс останній до різновидів першого, але це тривало недовго і не стало загальновизнаним і невдовзі Девід Річард Гант розділив ці два види.

## Використання
Цей вид використовується як декоративна рослина на місцевому, національному та міжнародному рівнях. Зразки видобуваються з диких популяцій, але вони також розводяться в державних зареєстрованих розплідниках. Mammillaria pectinifera іноді іменується peyote, є небанато доказів, що цей вид використовується для обрядів або як психотропні ліки.